# Ottoni (musica)

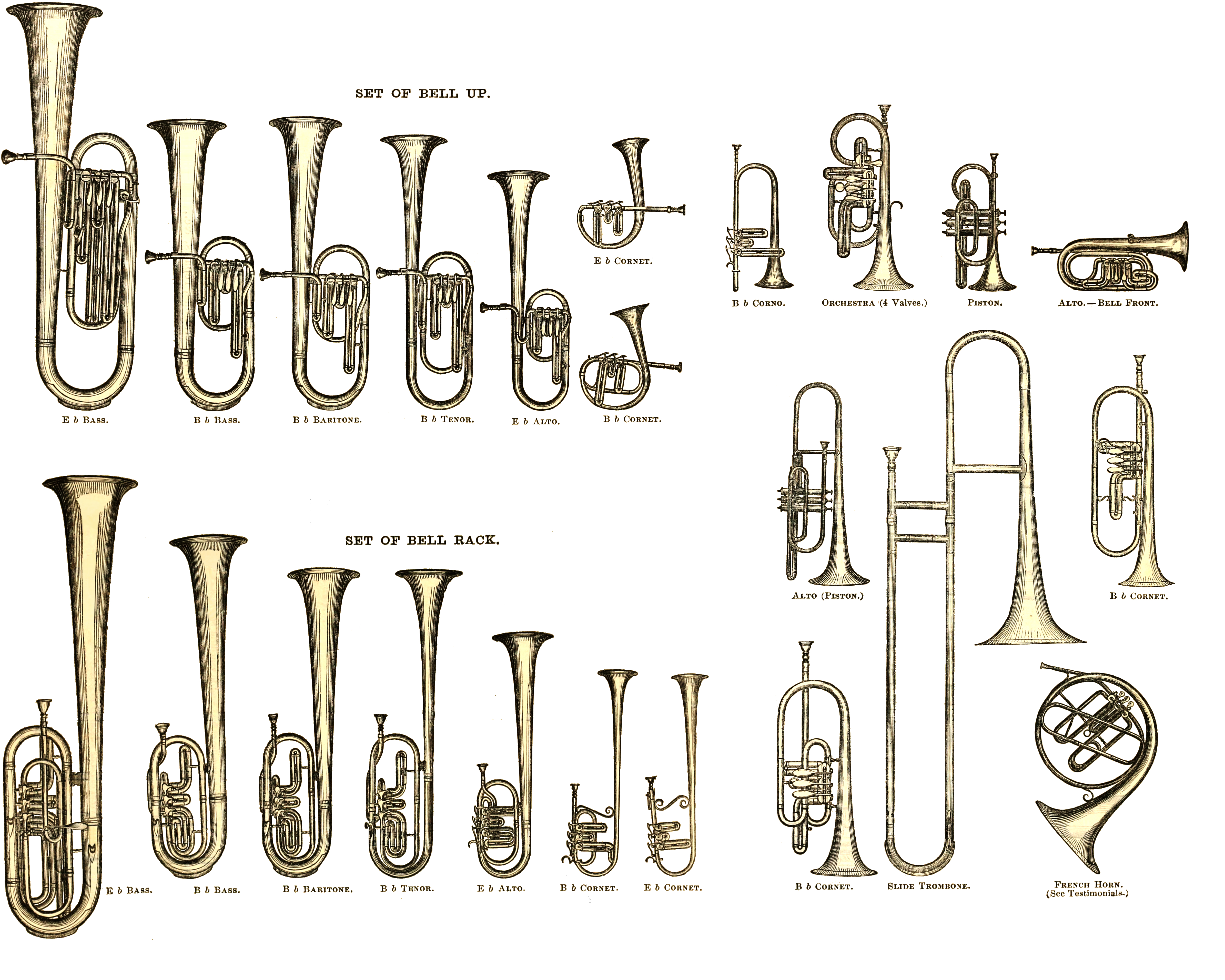

Il termine collettivo ottoni, in ambito musicale, indica gli strumenti musicali nei quali il suono è prodotto dalla vibrazione dell'aria immessa dal musicista appoggiando le labbra ad un bocchino collegato ad un tubo cavo e soffiando; l'aria genera poi delle vibrazioni che producono il suono. Questo principio è lo stesso per tutti gli aerofoni, di cui gli ottoni sono una sottoclasse.
All'interno dell'orchestra sinfonica generalmente gli ottoni presenti sono corni, trombe, tromboni e tube.
Si caratterizzano per una elevata proiezione sonora, una grandissima varietà timbrica (con possibilità di cambiare completamente "colore" al suono, da scuro e cupo a chiaro e brillante), dinamica (da meno di pianissimo a più che fortissimo, anche in pochissimo tempo) e di articolazione (grazie all'uso dell'aria e della lingua si possono ottenere articolazioni sia morbide e leggere, sia dure e pesanti, e anche molto veloci, con tecniche denominate doppio e triplo staccato), la capacità di evocare (specialmente in gruppo) immagini eroiche, maestose, trionfali, marziali, epiche ma anche sacre, velate, meditative, paradisiache, trascendentali, richiamando il suono dell'organo o di un coro, o addirittura misteriose, orride, lugubri, infernali e apocalittiche. Anche presi singolarmente, gli ottoni hanno una forte "personalità". Caratterizzano spessissimo il carattere frizzante della musica leggera (pop, jazz, folk, ska, ecc.).
Mentre "ottoni" è un termine storico, oggi si preferisce chiamarli aerofoni a bocchino (secondo la classificazione Hornbostel-Sachs), termine che evita possibili fraintendimenti: esistono infatti strumenti costruiti in ottone che non ricadono negli ottoni ma in altre categorie, come ad esempio il sassofono che è un aerofono ad ancia (denominazione storica "legni")  ed anche alcuni ottoni costruiti in altri materiali (come ad esempio il serpentone, solitamente costruito in legno).
Una delle abilità dello strumentista sta nella sua capacità di controllare i vari modi di vibrazione del sistema labbra/strumento: si possono infatti ottenere più note semplicemente cambiando la frequenza di vibrazione delle labbra, che si comportano sostanzialmente come le ance doppie. Per questo motivo spesso si parla anche di strumenti musicali ad ancia labiale, o labiofoni.
Le note che risuonano in un tubo cavo di lunghezza definita costituiscono la serie degli armonici naturali che è comune a tutti gli ottoni (cambia solo la nota di base, e l'estensione a seconda della tonalità e del tipo di strumento). Gli ottoni infatti si comportano genericamente come tubi chiusi.
Per questo motivo possono suonare solo le note della serie naturale (e quindi non sono in grado di suonare tutte le note della scala cromatica) sono chiamati ottoni naturali, come per esempio la tromba naturale.
La nota più bassa che questi strumenti possono emettere è quella con lunghezza d'onda pari a due volte la lunghezza del canneggio, mentre la nota superiore è semplicemente data dalla frequenza di vibrazione delle labbra del musicista (dunque dalla sua abilità e conformazione labiale).
Per completare l'estensione cromatica dello strumento è necessario allungare lo strumento ed abbassare quindi la frequenza di base di vibrazione della colonna d'aria al suo interno.
Questo può essere fatto in vari modi, ad esempio aggiungendo dei canneggi al tubo di ottone e collegandoli mediante valvole.

## Valvole, pistoni e coulisse

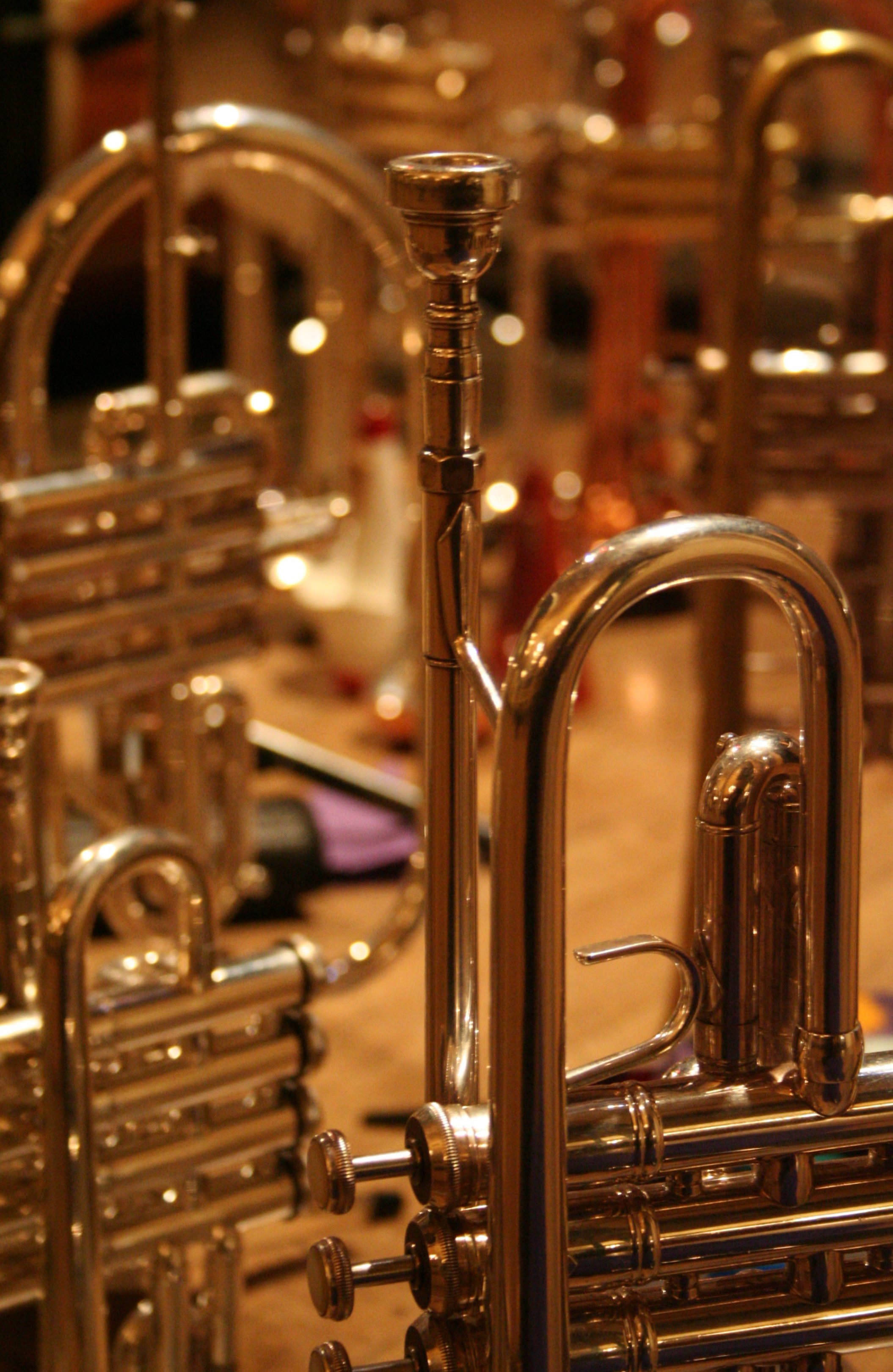
Alcuni ottoni moderni

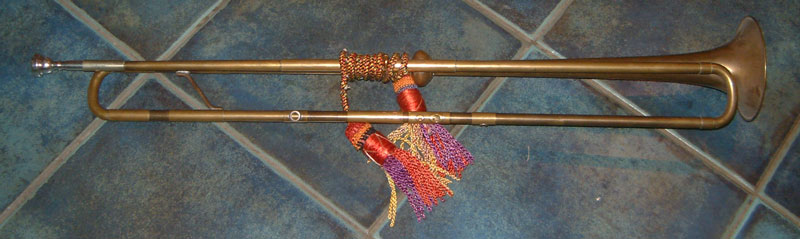
Tromba barocca

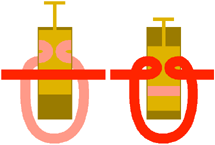
Schema di un pistone

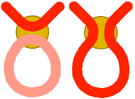
Schema di una valvola rotativa o "cilindro"

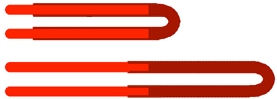
Schema di una coulisse o "tiro" di un trombone

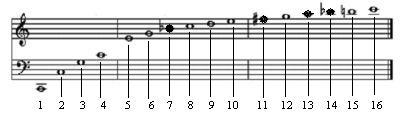
Serie degli armonici di Do

Esistono due tipi di valvola: il pistone (ad esempio usato nella tromba moderna) e la valvola rotativa, o cilindro, usata per esempio nel corno francese. Storicamente la valvola rotativa fu inventata dopo la coulisse e prima dei pistoni: molti strumenti antichi hanno utilizzato tale meccanismo.
Tre pistoni sono già sufficienti per ottenere tutte le combinazioni (7) che servono per avere una scala cromatica completa. Ogni combinazione di tasti abbassa la nota di base della serie degli armonici in un determinato modo. Ad esempio premendo il 1° tasto di una tromba si abbassa di un tono, abbassando il 2° si abbassa di un semitono, abbassando il 3° di un tono e mezzo. Ne conviene che, abbassando il 1° e 2° contemporaneamente, è come se si abbassasse soltanto il 3°. La maggioranza degli ottoni a pistoni o a macchina ha 3 o 4 pistoni (come ad esempio l'eufonio).
La coulisse (o tiro) è un cursore che collega due tubi paralleli e permette di allungare in maniera continua il percorso dell'aria.
Strumento principe degli ottoni a coulisse, è il trombone a tiro.